# 瀧夜叉姬

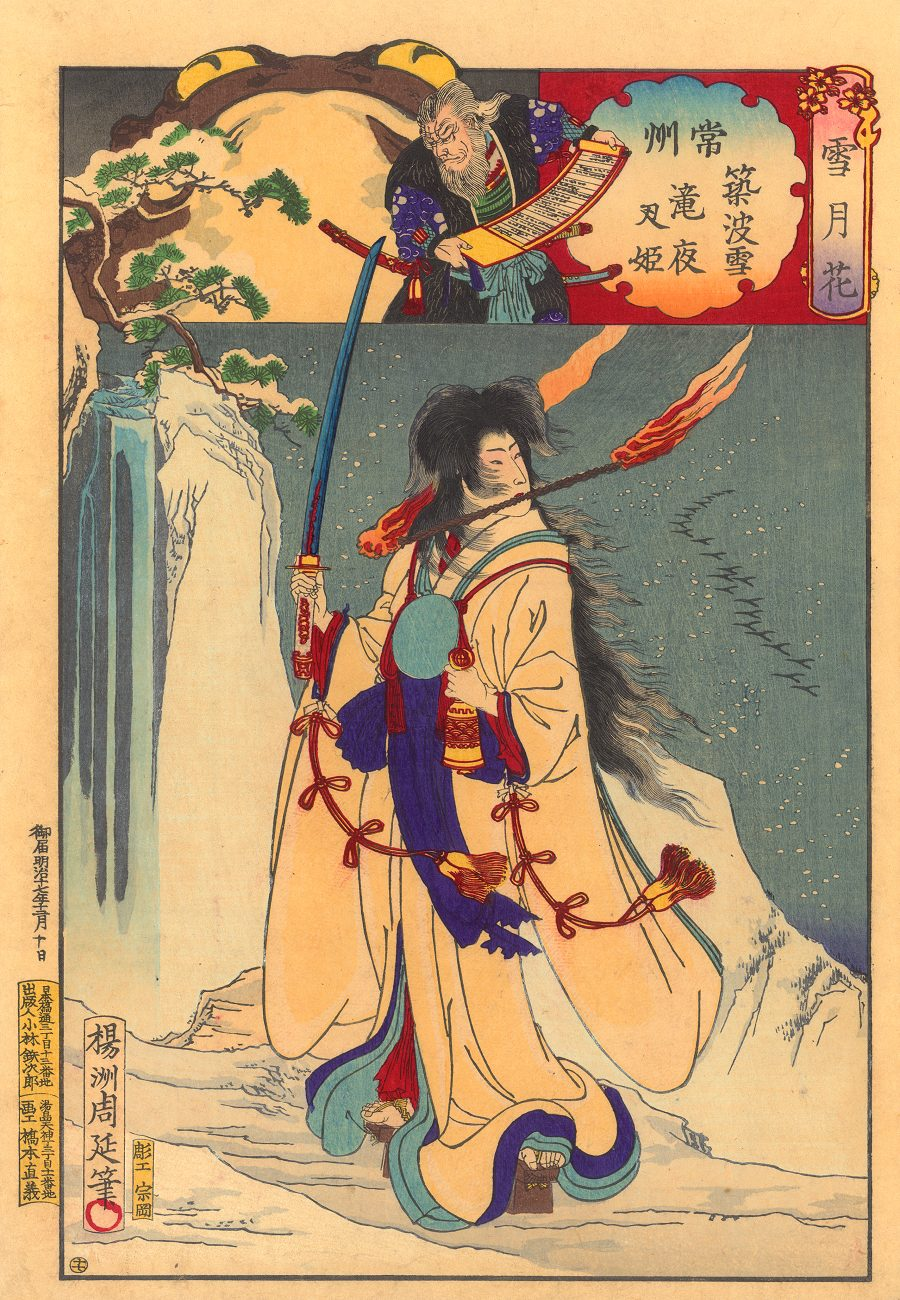
瀧夜叉姫（楊洲周延畫）

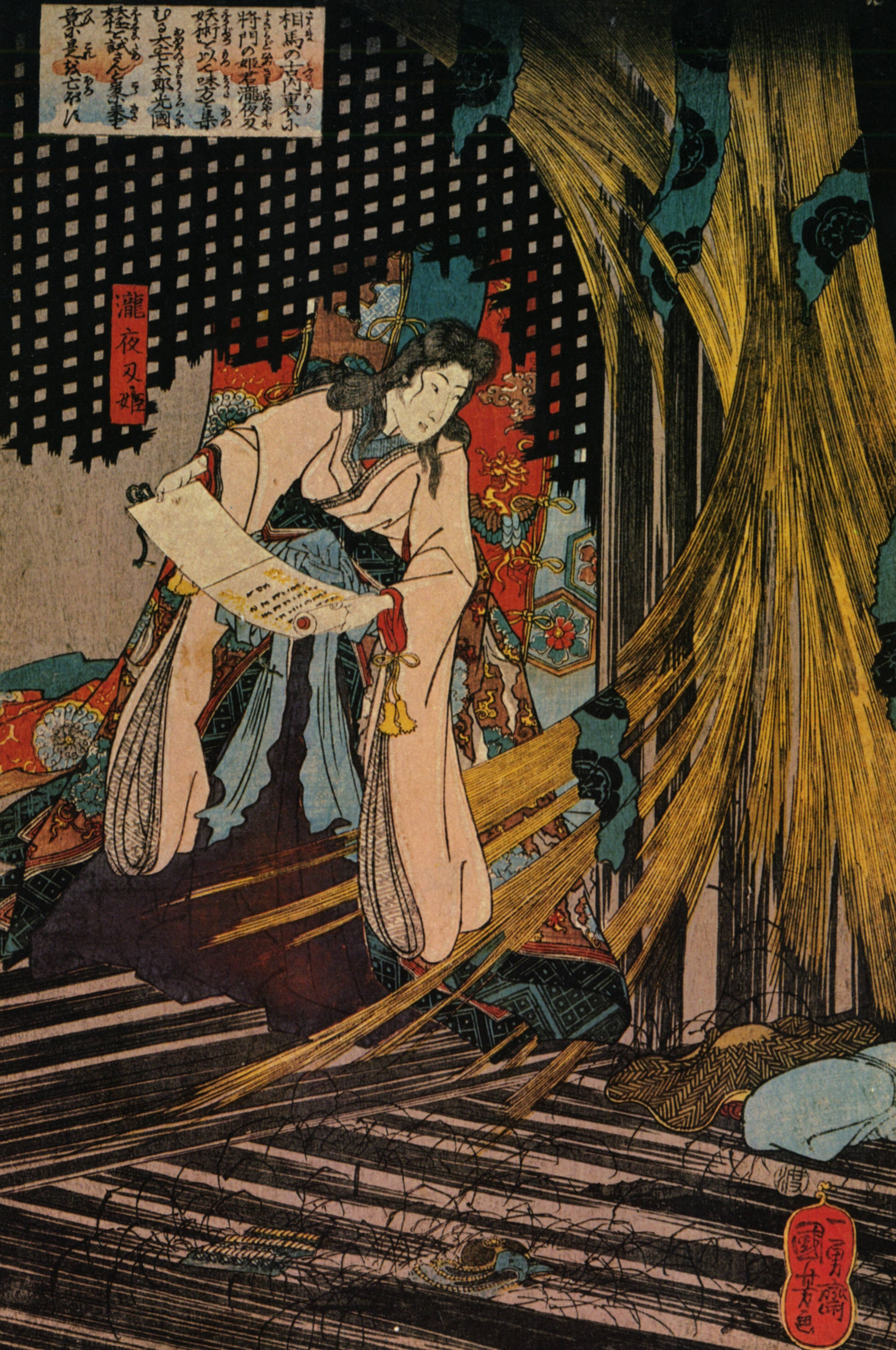
瀧夜叉姫（歌川國芳畫）

瀧夜叉姫（滝夜叉姫，たきやしゃひめ）是傳說中的平將門的女兒，會妖術。據說本名五月姫（さつきひめ）。
天慶之亂，平將門戰死，一族郎黨盡滅。殘存的五月姫滿懷怨念，在丑三時刻參拜貴船明神。滿願的第二十一夜，貴船明神的荒御靈傳授妖術。貴船神社的荒神是有名的「丑刻參拜」詛咒神，據說是在丑年丑月丑日丑刻降臨貴船山的神。
依荒御靈的神託，改名為瀧夜叉姫的五月姫返回下總國，在相馬城集合夜叉丸、蜘蛛丸等手下掀起推翻朝廷的反亂。朝廷勅命陰陽師大宅中將光圀（通稱太郎）和山城光成討伐瀧夜叉姫。激鬥之後，擊敗瀧夜叉姫。臨死之際，瀧夜叉姫改過，昇天到平將門身邊。

## 關連項目
- 平將門
- 餓者髑髏
- 淤加美神
- 善知安方忠義傳
- 如蔵尼
- 宇治橋姫